# Grzegorz Lach
Grzegorz Lach (ur. 1967) – polski historyk, doktor nauk humanistycznych.

## Życiorys
Jest absolwentem Instytutu Historii Wydziału Nauk Społecznych Uniwersytetu Śląskiego. Stopień naukowy doktora uzyskał w roku 2007 za pracę Wojskowość grecka na przełomie V i IV w. p.n.e. a reforma Ifikratesa.
Autor książek:
- 2007 - Wyprawa sycylijska 415-413 p.n.e.. Warszawa: Bellona, 2007. ISBN 978-83-11-10789-2. Brak numerów stron w książce, seria Historyczne bitwy
- 2008 - Sztuka wojenna starożytnej Grecji. Od zakończenia wojen perskich do wojny korynckiej. Zabrze: Inforteditions, 2008. ISBN 978-83-89943-25-5. Brak numerów stron w książce, seria Bitwy/Taktyka
- 2010 - Salamina-Plateje 480-479 p.n.e.. Warszawa: Bellona, 2010. ISBN 978-83-11-11939-0. Brak numerów stron w książce, seria Historyczne bitwy
- 2011 - Alkibiades. Wódz i polityk. Zabrze: Inforteditions, 2011. ISBN 978-83-89943-67-5. Brak numerów stron w książce
- 2012 - Wojny diadochów 323-281 p.n.e.. Zabrze - Tarnowskie Góry: Inforteditions, 2012. ISBN 978-83-89943-84-2. Brak numerów stron w książce, seria Bitwy/Taktyka
- 2014 - Ipsos 301 p.n.e.. Warszawa: Bellona, 2014. ISBN 978-83-11-13401-0. Brak numerów stron w książce, seria Historyczne bitwy